# 48756 Yoshiharukuni
48756 Yoshiharukuni este o planetă minoră (asteroid) din centura de asteroizi. A fost descoperită pe 11 aprilie 1997 la Nanyo Observatory⁠(d) de 大国富丸⁠(d). 
Obiectul prezintă o orbită caracterizată de o semiaxă mare de 2,4128047800575 UAi, o excentricitate de 0,18378520533543, o înclinație de 3,4194893748332 ° în raport cu ecliptica.